# Рынок в Нормандии
«Рынок в Нормандии» — картина французского художника Теодора Руссо из собрания Государственного Эрмитажа.
На картине изображены несколько домов в маленьком нормандском городке и прилавки с навесами возле них. Видно несколько фигур продавцов и покупателей. Справа внизу подпись: T. Rousseau.
Картина написана в 1830-х годах, в тот период, когда Руссо познакомился с Джоном Констеблoм и находился под впечатлением от его творчества. Составитель научного каталога коллекции французской живописи в Эрмитаже Валентина Березина считает что именно в этой картине наиболее заметно влияние Констебла на Руссо: характер наложения мазков, трактовка фигур и общий колорит картины явным образом напоминают творчество английского художника.
Около 1856 года картина была приобретена графом Н. А. Кушелевым-Безбородко. После смерти владельца картина, как и все произведения из собрания Кушелева-Безбородко, по завещанию была передана в Музей Академии художеств и вошла там в состав особой Кушелевской галереи, в галерейном каталоге 1868 года числилась под названием «Этюд с натуры» и датирована 1855 годом. Эта датировка представляется неверной, поскольку в 1850-е годы художник, за исключением кратких поездок в Париж, практически всё время находился в Барбизоне, а вот как раз в 1830-е годы он несколько раз ездил в Нормандию, где в 1832 году и познакомился с Констеблом; в 1922 году была передана в Государственный Эрмитаж. Картина экспонируется в здании Главного штаба, в зале живописи Барбизонской школы.
Главный научный сотрудник Отдела западноевропейского изобразительного искусства Государственного Эрмитажа, доктор искусствоведения Альберт Костеневич в своём очерке французского искусства XIX — начала XX века весьма высоко оценивал картину:

В сущности, это этюд, но его отличает умение вжиться в атмосферу места, внешне ничем не примечательного. Любая из деталей несёт ощущение того, как неторопливо, по веками заведённому укладу течёт жизнь в таком городке. … Выделение среднего плана — приём, который получит распространение у барбизонцев, — позволяет зрителю мысленно входить в пейзаж вслед за художником, который не думает смотреть свысока на эту тихую провинциальную жизнь. Доверительная обстоятельность повествования и достоверность каждой подробности у Руссо напоминают лучшие пейзажные страницы Бальзака.